# Metasphaeria helicicola
Metasphaeria helicicola är en svampart som först beskrevs av Jean Baptiste Desmazières, och fick sitt nu gällande namn av Pier Andrea Saccardo 1883. Metasphaeria helicicola ingår i släktet Metasphaeria och familjen Dothioraceae.   Inga underarter finns listade i Catalogue of Life.